# 卡納喬哈里 (紐約州村)
卡納喬哈里（英語：Canajoharie）是位於美國紐約州蒙哥馬利縣的村。

## 人口
根據2020年美國人口普查的數據，卡納喬哈里的面積為3.62平方千米，當中陸地面積為3.45平方千米，而水域面積為0.17平方千米。當地共有人口2037人，而人口密度為每平方千米563人。